# Louis Malle
Pour les articles homonymes, voir Malle.
Louis Malle, né le 30 octobre 1932 à Thumeries (France) et mort le 23 novembre 1995 à Beverly Hills (Californie), est un réalisateur français.
Tout au long de sa carrière, il est récompensé par la Palme d'or en 1956, par l'Oscar du meilleur film documentaire en 1957, par deux Lion d'Or en 1980 et 1987, et par trois Césars en 1988.

## Biographie

### Enfance et formation
Né à Thumeries dans le Nord le 30 octobre 1932 au milieu d'une fratrie de trois frères et deux sœurs, Louis Malle est issu d'une grande famille d'industriels du sucre : son père, Pierre Malle (1897-1990), ancien officier de marine, est l'époux de la sœur de Ferdinand Béghin, Françoise (1900-1982). Les deux hommes sont directeurs de l'usine Béghin-Say de Thumeries.
Il grandit dans le milieu de la grande bourgeoisie et traverse l'Occupation dans différents internats catholiques dont celui qu'il évoque plus tard dans Au revoir les enfants. Dès l'âge de 14 ans, il s'initie à la réalisation de films avec la caméra 9 mm de son père.
Il est élève à l'IEP de Paris de 1950 à 1952, au sein de la section internationale. Germe à ce moment sa carrière de cinéaste. Il est reçu au concours de l'IDHEC en 1953.

### Vie privée
On lui connaît plusieurs aventures, notamment avec Jeanne Moreau, qu'il filme dans Les Amants à la fin de leur histoire, ainsi qu'avec Mijanou Bardot et Marie Laforêt[réf. nécessaire].
Au début des années 1960, il a une liaison avec le mannequin brésilien Vera Valdez.
Marié de 1965 à 1967 à Anne-Marie Deschodt, il aura en 1970 une aventure avec Nathalie Delon, à qui il fera découvrir l'héroïne.
Louis Malle se lie ensuite à l'actrice allemande Gila von Weitershausen dont il a, en 1971, un fils, Manuel Cuotemoc, à l'actrice franco-canadienne Alexandra Stewart qui lui donne, en 1974, sa fille Justine Malle, puis, entre autres, à Susan Sarandon à la fin des années 1970.
Il épouse l'actrice Candice Bergen en 1980. Leur fille, Chloé Malle, naît en 1985. Ils sont restés mariés jusqu'à la mort de Louis Malle en Californie, en 1995.
Sa cousine, Françoise Béghin (née en 1938), fille benjamine de son oncle maternel Ferdinand Béghin, est l'épouse de l'écrivain et académicien Jean d'Ormesson.
L'un de ses frères, Vincent Malle, a été producteur de cinéma.

#### Mort
Il meurt d'un lymphome le 23 novembre 1995 à Los Angeles, à l'âge de 63 ans. Il est incinéré, et ses cendres ont été remises à sa famille.

## Carrière
Jacques-Yves Cousteau recherche alors un jeune assistant pour réaliser un documentaire sur les fonds marins. Parmi les jeunes étudiants que la direction de l'IDHEC lui propose, il choisit Malle. Plusieurs mois de travail sur la Calypso aboutissent au Monde du Silence (1955), récompensé par la Palme d'or à Cannes en 1956 (premier film documentaire à en être lauréat, avant Fahrenheit 9/11 de Michael Moore) et l'Oscar du meilleur film documentaire en 1957.
Sur le tournage, Louis Malle a les tympans crevés lors d'une plongée et ne peut dès lors plus réaliser des travaux de ce type. Les projets qui suivent, films et documentaires, sont moins consensuels et volontiers provocateurs, optant pour des sujets plus critiques ou polémiques.
Louis Malle travaille notamment avec Robert Bresson à la préparation d'Un condamné à mort s'est échappé et assiste à une partie du tournage. Il est profondément marqué par le travail de Bresson avec les « non-acteurs » et l'importance qu'il accorde à la bande-son.
C'est alors l'essor de la Nouvelle Vague. Le cinéma des débuts de Malle partage avec la Nouvelle Vague plusieurs caractéristiques mais le réalisateur suit ensuite son chemin seul, guidé par ses propres motivations.
Louis Malle réalise son premier long métrage de fiction à 25 ans, Ascenseur pour l'échafaud (1957), histoire d'assassinat avec Jeanne Moreau et Maurice Ronet qui joue sur les codes du film noir et remet en cause la dramaturgie du cinéma classique. Passionné par le jazz depuis l'adolescence, Malle en confie la musique originale à Miles Davis. Le film remporte le Prix Louis-Delluc en 1957.
Dans Les Amants, également avec Jeanne Moreau, qui s'inspire lointainement de Point de lendemain de Vivant Denon, il s'attaque à l'hypocrisie de la société bourgeoise à travers le récit d'une relation adultère. Suivent l'adaptation légère, ludique et enthousiaste d'un roman de Raymond Queneau, Zazie dans le métro (1960), Vie privée avec Brigitte Bardot et, sur la suggestion de Roger Nimier, celle d'un récit de Pierre Drieu la Rochelle, Le Feu follet (1963), qui traite de la dépression et du suicide.

Louis Malle à droite, lors de la remise d'un prix, au Brésil, en 1959.

En 1965, il tourne la comédie western Viva Maria ! avec Brigitte Bardot et Jeanne Moreau.
Le Voleur porte un regard cynique sur la bourgeoisie et les élites politiques, qui restent les cibles favorites de Louis Malle. Le voleur du titre personnifie l'homme libre, extérieur à ce système empli de préjugés et sournois. Une acerbe critique sociale sourd dans la peinture psychologique des personnages.
Malle tourne par ailleurs plusieurs documentaires dont L'Inde fantôme  : réflexions sur un voyage, série documentaire en sept épisodes de 50 minutes, en 1969, ressortie en 2023.

### Polémique et exil
De retour d'Inde, Malle tourne un film vaguement inspiré de Ma mère de Georges Bataille, qui provoque un tollé : Le Souffle au cœur. Il y évoque la relation incestueuse et romantique entre une mère et son fils. Ce thème est traité sans aucun jugement moral, ce qui sera une constante chez le réalisateur pour qui la vie s'apparente à une série de situations complexes. Il n'y a ni innocents ni coupables ou représentants du bien d'un côté et du mal de l'autre. Pour Malle, le spectateur doit être capable de se faire une opinion, sans condamner d'avance.
Trois ans plus tard, en 1974, Lacombe Lucien provoque une autre controverse. Le film décrit le progressif engagement d'un jeune homme désœuvré dans la collaboration après une tentative avortée d'entrer dans la Résistance. Là encore, Malle ne porte aucun jugement, et montre un individu dont l'engagement est essentiellement dû au hasard des circonstances. Même si une partie de la critique salue le film comme un chef-d'œuvre, une autre reproche au réalisateur de ne pas avoir vécu assez durement la guerre et juge son travail comme un affront à la mémoire des Résistants.
Cette polémique décide Malle à s'expatrier aux États-Unis. Il y tourne notamment à La Nouvelle-Orléans un drame sur la prostitution enfantine, La Petite (1978), avec la jeune Brooke Shields, puis part pour Hollywood réaliser Atlantic City (1980), avec Burt Lancaster, Susan Sarandon et Michel Piccoli, qui raconte les mésaventures d'un truand à la retraite et de sa voisine dans la ville des casinos de la côte est des États-Unis.

### Consécration
Lorsqu'il revient en France en 1987, c'est pour s'attacher au thème qui l'avait fait partir : la guerre et l'Occupation. C'est alors la consécration de sa carrière avec Au revoir les enfants. Dans un collège catholique, un garçon issu de la bourgeoisie découvre qu'un de ses camarades est juif. L'amitié qui se construit entre les deux adolescents ne peut empêcher une fin tragique.
Dans ce film, Louis Malle montre ce dont il se souvient de la guerre. L'histoire est en partie autobiographique : il a été témoin d'une situation similaire dans son enfance, celle d'un jeune Juif qui avait été caché dans son internat puis découvert par la Gestapo et déporté. Il dira d'ailleurs que ce thème le hantait depuis toujours et que c'est cette histoire tragique qui l'avait amené au cinéma.
Le film reprend aussi certains éléments de ses précédents films polémiques : de Lacombe Lucien il reprend le collabo « malgré lui », du Souffle au cœur il reprend la relation fusionnelle entre la mère et le fils. Là encore il ne juge personne, il n'y a ni bons ni méchants mais une certaine fatalité. Cette œuvre, marquée par la fluidité de son récit et la sobriété de sa mise en scène, est considérée comme la plus émouvante et la plus personnelle de sa carrière. Elle reçoit un triomphe critique et public et obtient plusieurs récompenses en 1987 et 1988 : le Lion d'or à Venise, le Prix Louis-Delluc et sept Césars dont ceux du meilleur film et du meilleur réalisateur.
Suivent la comédie Milou en mai puis Fatale et l'adaptation de la pièce d'Anton Tchekhov Vanya, 42e Rue (1994), qui sera son dernier film.

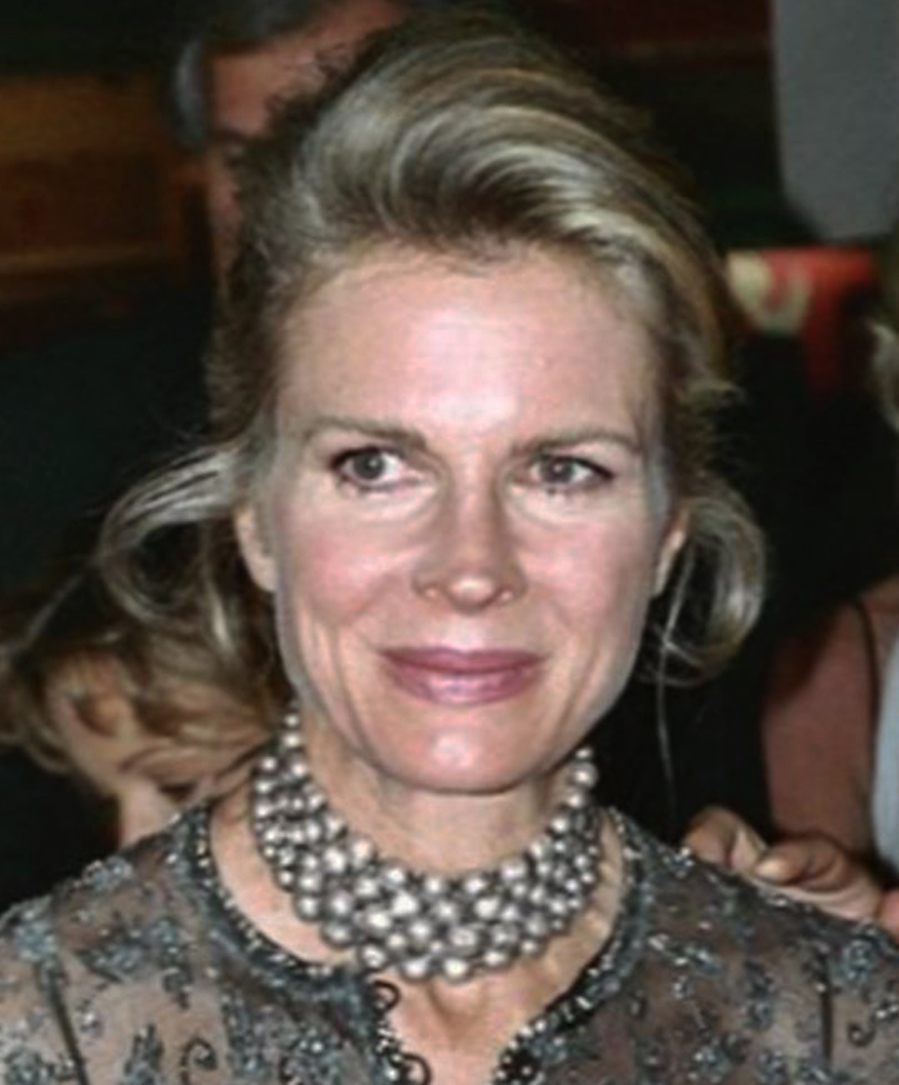
Sa seconde épouse Candice Bergen.

## Filmographie
- 1953 : Crazeologie (court métrage)
- 1955 : La Fontaine de Vaucluse (court métrage)
- 1955 : Station 307 (court métrage)
- 1955 : Le Monde du silence (documentaire) coréalisé avec Jacques-Yves Cousteau
- 1958 : Ascenseur pour l'échafaud
- 1958 : Les Amants
- 1960 : Zazie dans le métro
- 1962 : Vie privée
- 1962 : Vive le Tour ! (court métrage documentaire) coréalisé avec Jacques Ertaud
- 1963 : Le Feu follet
- 1964 : Bons baisers de Bangkok (court métrage documentaire)
- 1965 : Viva Maria !
- 1967 : Le Voleur
- 1968 : Histoires extraordinaires - segment William Wilson (moyen métrage)
- 1969 : Calcutta (documentaire)
- 1969 : L'Inde fantôme (série télé documentaire)
- 1971 : Le Souffle au cœur
- 1973 : Humain, trop humain (documentaire)
- 1974 : Place de la République (documentaire)
- 1974 : Lacombe Lucien
- 1975 : Black Moon
- 1976 : Close Up (court métrage documentaire)
- 1977 : Dominique Sanda ou Le rêve éveillé (court métrage documentaire)
- 1978 : La Petite (Pretty Baby)
- 1980 : Atlantic City
- 1981 : My Dinner with Andre
- 1983 : Crackers
- 1985 : Alamo Bay
- 1985 : God's Country (documentaire)
- 1986 : À la poursuite du bonheur (And the Pursuit of Happiness) (documentaire)
- 1987 : Au revoir les enfants
- 1990 : Milou en mai
- 1992 : Fatale
- 1994 : Vanya, 42e Rue (Vanya on 42nd Street)

## Distinctions

### Récompenses
- Festival de Cannes 1956 : Palme d'or pour Le Monde du silence
- Prix Méliès 1956 pour Le Monde du silence (ex æquo avec Les Grandes Manœuvres de René Clair)
- Oscars 1957 : Meilleur film documentaire pour Le Monde du silence
- Prix Louis-Delluc 1957 pour Ascenseur pour l'échafaud
- Mostra de Venise 1958 : prix spécial du Jury pour Les Amants
- Mostra de Venise 1963 : prix spécial du Jury pour Le Feu follet
- BAFA 1975 : Meilleur film pour Lacombe Lucien
- Festival de Cannes 1978 : Grand Prix de la commission supérieure technique pour La Petite
- Mostra de Venise 1980 : Lion d'or pour Atlantic City
- BAFA 1982 : Meilleur réalisateur pour Atlantic City
- Mostra de Venise 1987 : Lion d'or pour Au revoir les enfants
- Prix Louis-Delluc 1987 pour Au revoir les enfants (ex æquo avec Soigne ta droite de Jean-Luc Godard)
- César 1988 : Meilleur film, Meilleur réalisateur et Meilleur scénario pour Au revoir les enfants
- European Awards 1988 : Meilleur scénario pour Au revoir les enfants
- BAFA 1989 : Meilleur réalisateur pour Au revoir les enfants
- Bodil 1989 : Meilleur film européen pour Au revoir les enfants
- David di Donatello 1990 : Meilleur réalisateur étranger pour Milou en mai
- BAFA 1991 : Academy Fellowship Award pour l'ensemble de sa carrière

### Nominations
- Festival de Cannes 1969 : compétition officielle avec Calcutta
- Festival de Cannes 1971 : compétition officielle avec Le Souffle au cœur
- Oscars 1973 : Meilleur scénario original pour Le Souffle au cœur
- BAFTA 1975 :
  - Meilleur réalisateur pour Lacombe Lucien
  - Meilleur scénario pour Lacombe Lucien partagé avec Patrick Modiano
- Oscars 1975 : Meilleur film en langue étrangère pour Lacombe Lucien
- BAFTA 1982 : Meilleur réalisateur pour Atlantic City
- Golden Globes 1982 :
  - Meilleur réalisateur pour Atlantic City
  - Meilleur film en langue étrangère pour Atlantic City
- Oscars 1982 : Meilleur réalisateur pour Atlantic City
- Berlinale 1984 : compétition officielle avec Crackers
- Golden Globes 1988 : Meilleur film en langue étrangère pour Au revoir les enfants
- Oscars 1988 :
  - Meilleur film en langue étrangère pour Au revoir les enfants
  - Meilleur scénario original pour Au revoir les enfants
- BAFTA 1989 :
  - Meilleur film pour Au revoir les enfants
  - Meilleur scénario original pour Au revoir les enfants
  - Meilleur film en langue étrangère pour Au revoir les enfants
- BAFTA 1991 : Meilleur film en langue étrangère pour Milou en mai

### Box-office
| Film                      | Année | France            | États-Unis        | Allemagne       |
| ------------------------- | ----- | ----------------- | ----------------- | --------------- |
| Le Monde du silence       | 1955  | 4 640 159 entrées |                   |                 |
| Au revoir les enfants     | 1987  | 3 488 460 entrées | 1 158 000 entrées | 456 420 entrées |
| Viva Maria !              | 1965  | 3 450 559 entrées |                   |                 |
| Le Souffle au cœur        | 1971  | 2 652 870 entrées |                   |                 |
| Les Amants                | 1958  | 2 596 556 entrées |                   |                 |
| Ascenseur pour l'échafaud | 1958  | 1 905 253 entrées |                   |                 |
| Vie privée                | 1962  | 1 879 668 entrées |                   |                 |
| Lacombe Lucien            | 1974  | 1 744 218 entrées |                   |                 |
| La Petite                 | 1978  | 1 448 335 entrées | 2 483 000 entrées | 600 000 entrées |
| Milou en mai              | 1990  | 1 293 118 entrées |                   |                 |
| Le Voleur                 | 1967  | 1 225 555 entrées |                   |                 |
| Histoires extraordinaires | 1968  | 946 137 entrées   |                   |                 |
| Zazie dans le métro       | 1960  | 854 495 entrées   |                   |                 |
| Fatale                    | 1992  | 775 693 entrées   | 1 815 000 entrées | 520 927 entrées |
| Atlantic City             | 1980  | 422 230 entrées   | 4 767 000 entrées |                 |
| Alamo Bay                 | 1985  | 142 514 entrées   | 107 000 entrées   |                 |
| Vanya, 42e Rue            | 1994  | 53 721 entrées    | 430 000 entrées   | 31 790 entrées  |